# Політипаж
Політипаж (фр. polytypage) — типовий книжковий декор для багаторазового використання в різних виданнях. Як правило, політипаж більш-менш зображальний: це заставка, віньєтка або навіть ціла ілюстрація. В іншому випадку, доречніше використовувати термін «набірний орнамент».

## Історія політипажу
Багаторазове використання однієї й тієї ж гравюри з'являється в перших ілюстрованих книгах, тобто в другій половині XV століття. Тому було багато причин. Ц. Г. Нессельштраус пише:
Кожен друкар прагнув отримати якнайбільше доходу з наявного в нього фонду літер і кліше. Історія книжкової справи XV століття свідчить про поширення багаторазового використання дощок при перевиданні книг як первісним власником, так і іншими друкарями, які успадкували або купили кліше… [Це свідчить] про те, що, як і шрифти, їх розглядали як свого роду товар. У деяких випадках створювалися спеціально типові зображення, придатні для титульних гравюр, як, наприклад, «Учитель з учнями», «портрети» авторів, зображення володарів серед підданих, сцени проповіді тощо.Оригінальний текст (рос.)
Каждый типограф стремился извлечь как можно больше дохода из имеющегося у него фонда литер и клише. История книжного дела XV столетия свидетельствует о распространении многократного использования досок при переиздании книг как первоначальным владельцем, так и другими типографами, унаследовавшими или купившими клише… [Это говорит] о том, что, как и шрифты, они рассматривались… как своего рода товар. В некоторые случаях создавались специально типовые изображения, пригодные для титульных гравюр, как, например, «Учитель с учениками», «Портреты» авторов, изображения властителей среди подданных, сцены проповеди и т. п.
Крім того, своєрідність ранньої книжкової гравюри — середньовічна аскетичність, уникнення індивідуальності — дозволяла багаторазово використовувати її не тільки в різних книгах, а й навіть у різних частинах однієї книги. Так, Нессельштраус пише про книгу «Чотири історії», яку надрукував 1462 року Альбрехт Пфістер: «Книгу прикрашено 61 гравюрою, з яких 9 є повтореннями. При цьому представлені однією й тією самою гравюрою сюжети нерідко бувають дуже різними… Так, наприклад, віз із мандрівниками позначає в одному випадку прибуття Якова до Єгипту, а в іншому — перевезення його праху в Ханаан… група людей з ношею зображує в одному випадку братів Йосипа, що повертаються з дарами, а в іншому — юдеїв з військовою здобиччю…».
Цей ранній період, коли книжкова ілюстрація зливається з поняттям політипажу, є унікальним в історії друкарства. В наступні ж епохи як політикаж виступають віньєтка, початкова заставка. До політипажу можна віднести й буквиці.

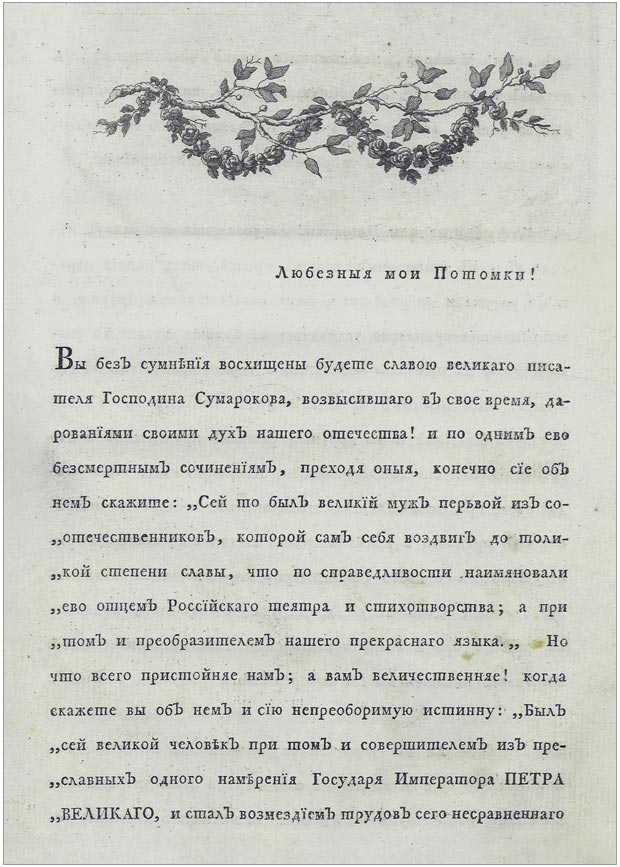
Сторінка з російської книги кінця XVIII століття. Малюнок угорі сторінки — політипаж

Політипажі використовували в епоху розквіту друкарства — у другій половині XVIII та на початку XIX століття. У той час кожна друкарня мала невеликий набір гарних віньєток і заставок. Оскільки мистецтво друкарства саме по собі є мистецтвом повторення, де краса досягається розумним співвідношенням численних повторюваних елементів (сторінок, літер шрифту, набірних смуг, орнаменту та іншого декору), то рідкісні, але повторювані політипажі, пов'язані за характером малюнка зі шрифтом, виглядали дуже доречно. Однак на середину XIX століття, поряд із загальним занепадом мистецтва друкарства, в друкарнях різко зросла кількість політипажів. Так, у друкарні Ревільйона кількість типових прикрас доходила до 2000. Ю. Я. Герчук характеризує це як «занепад стилю» . Численні віньєтки, заставки з різних епох, погано пов'язані з текстом, з оформленням книги стали основною рисою типової книги XIX століття.

## Політипаж у сучасній типографії
Типографію XX століття Я. Чихольд назвав «аскетичною», що виражається, крім іншого, майже повною відсутністю прикрас на сторінках звичайних книг. Однак політипажі, як і раніше, можуть і мають використовуватися в художній літературі, де вони, поряд з іншим книжковим декором, орнаментом «при дотриманні міри й такту… допомагають відтворити дух епохи, в якій діють герої».